# Lina Eklund
Lina Johanna Eklund, född 15 januari 1982 i Selångers församling i Sundsvall i Västernorrlands län, är en svensk mixed martial arts-utövare och fitnessprofil.
Lina Eklund började träna gymnastik som barn och fortsatte sedan med träning på gym och bodyfitness innan hon inledde sin karriär inom kampsporten MMA. Under en MMA-match 2011 uppmärksammades hon av produktionen till TV-programmet Gladiatorerna som erbjöd henne att prova till programmet. Efter uttagningen deltog hon som gladiator i säsongerna 6 och 7 som sändes vårarna 2012 och 2014. Hon deltog under namnet Lynx, vilket är det latinska namnet för lodjurssläktet.
Lina Eklund satsade heltid på MMA och tränade delvis i USA innan hon fick barn våren 2014.

## MMA-matcher
Lina Eklund har gått fem matcher som professionell i MMA mellan åren 2011 och 2013. Av dessa har hon vunnit tre och förlorat två:
- 2013 MMA, IRFA 4, Sverige, motståndare Sylwia Juskiewicz, vinst Unanimous Decision
- 2013 MMA, Rumble of the Kings 7, Sverige, motståndare Margaret Aase, förlust TKO
- 2012 MMA, Staredown 6, Belgien, motståndare Fran Vanderstukken, vinst Unanimous Decision
- 2012 MMA, CFX / Crowbar MMA – Winter Brawl, USA, motståndare Shana Nelson, förlust TKO
- 2011 MMA, Superior Challenge 7, Sverige, motståndare Kristina Talvosaite, vinst Submission (Rear-Naked Choke)

Som amatör vann hon alla sina tre matcher, som genomfördes under 2010: 
- 2010 Svenska Shootfightingligan, SM; motståndare Pannie Kianzad, vinst på submission (side choke)
- 2010 Svenska Shootfightingligan, Shoot Challenge 8; motståndare Jessika Brännström, vinst på walk over
- 2010 Svenska Shootfightingligan, Adrenalin 10; motståndare Rebecca Johansson, vinst på submission (triangel)